# Cistus libanotis
Cistus libanotis är en solvändeväxtart som beskrevs av Carl von Linné. Cistus libanotis ingår i släktet Cistus och familjen solvändeväxter. Inga underarter finns listade i Catalogue of Life.